# 阿什库勒
35°44′30″N 81°33′0″E / 35.74167°N 81.55000°E
阿什库勒（維吾爾語：ئاشى كۆلى ‎，拉丁维文： Ashi köli, ）;是一个位于中国新疆维吾尔自治区和田地区于田县的湖泊，面积约为12.55平方千米，属于蒙新高原区。它的一级流域为内流区诸河，二级流域为藏北内流区。